# Bùi Trung Thành
Bùi Trung Thành (sinh 1995 tại huyện Lâm Thao, tỉnh Phú Thọ) là một Giáo sư, Tiến sĩ,  Thiếu tướng Công an nhân dân Việt Nam. Ông nguyên là Phó Giám đốc Học viện An ninh nhân dân .